# Panigacci
Il panigaccio o panigazzo è un tipo di pane rotondo, non lievitato, cotto in uno speciale piatto di terracotta e mica, chiamato testo, arroventato a fuoco vivo in un falò o in un forno a legna. Una pastella di farina, acqua e sale si frappone tra un testo e l'altro, sino a formare una pila. La consistenza finale è croccante.
Si possono gustare con gli affettati, formaggi molli come lo stracchino e il gorgonzola, o con vari sughi, da quello di funghi al pesto. In alcuni ristoranti della Lunigiana esiste la variante "dolce": si servono a fine pasto con della cioccolata da spalmare.
I panigacci hanno origini molto antiche, sono diffusi nella Lunigiana e nel levante ligure dove prendono il nome di Panigazzi, e hanno i natali nel monte di Podenzana e di Bolano, nel comune toscano è stato costituito un consorzio tra i ristoratori, per mantenere inalterato il sapore antico di questo semplice prodotto. In Liguria i testi di terracotta e mica vengono fabbricati da tempo immemorabile ad Iscioli, nel comune di Ne, nell'entroterra di Chiavari e si possono trovare nei negozi e nei consorzi agrari del chiavarese. 
Nella seconda guerra mondiale, quando i tedeschi distrussero un ponte che collegava il comune di Podenzana con il resto della regione, gli abitanti del comune sopravvissero mangiando panigacci fatti con farina di ghiande e castagne. A Ponzanello (Comune di Fosdinovo) un piatto tipico sono le focaccette, una variante dei panigacci.
Sono fatti con acqua, farina e sale e si preparano mescolando gli ingredienti fino a ottenere una pastella fluida. Tale pastella viene quindi versata nei testi, precedentemente lasciati arroventare su di un fuoco vivace, tipicamente in un falò o in un forno a legna. Quando sono roventi al calor rosso, vengono estratti dal forno e fatti raffreddare un poco poi viene fatta una pila di testi, in modo tale che stando nel mezzo la pastella si cuocia sui due lati. Una volta "smontata" la pila i panigacci si servono in cestini di vimini  con salumi e formaggi cremosi come companatico.
I panigazzi cuociono in pochi minuti a temperature molto alte e non necessitano di lievitazione.